# Pramollo
Ne doit pas être confondu avec Passo di Pramollo
Pramollo (en français Pramol) est une commune de la ville métropolitaine de Turin, dans la région Piémont, en Italie.

## Culture

### Monuments
La construction de l'église San Maurizio (Saint Maurice), au hameau de Ruata, fut décidée par Victor-Amédée Ier en 1688. La messe cessa d'y être dite en 1801 et elle fut vendue, en 1842, à l'église évangélique vaudoise qui la transforma en école l'année suivante. Aujourd'hui elle sert de salle de réunion pour les activités sociales de la communauté vaudoise. Son clocher a été construit en 1853.
L'église de la Natività di Maria Vergine' (église de la nativité de la vierge Marie), au hameau de Rue, fut construite dans le cadre d'un projet qui fut placé sous la responsabilité de l'architecte de la maison royale de Sardaigne, l'ingénieur Tommaso Onofrio. Elle fut consacrée en 1853, par monseigneur Andrea Charvaz, évêque de Pignerol. Elle possède une façade néoclassique décorée de niches dans lesquelles prennent place les statues de Saint Maurice d'Agaune et de Sainte Barbara. L'intérieur dont le plan est octogonal, et qui conserve les fonts baptismaux et la chaire de l'ancienne église San Maurizio (Saint Maurice) de Ruata, est surmonté d'une coupole.
La construction d'un temple vaudois du hameau de Ruata, fut décidée, en 1845, sous le ministère du pasteur G. Giacomo Vinçon della Sagna, destiné à remplacer celui qui existait alors. La communauté, mal conseillée, dépensa toutes ses économies (80 000 francs en bons de l'emprunt national qui provenaient de l'exploitation des bois et des pâturages communaux) pour construire un bâtiment elliptique, « en forme de Panthéon », placé à côté du presbytère et surnommé  la rotonde, dont la stabilité causa rapidement des inquiétudes. Il fut démoli et remplacé par la construction actuelle, inaugurée en 1888. La façade du temple possède un pronaos doté de quatre colonnes dont le fut en pierre de Malanaggio est surmonté de chapiteaux doriques, sur lesquelles s'appuient l'architrave et le tympan décoré du blason vaudois. L'intérieur dont le plan est rectangulaire est décoré, de chaque côté, de pilastres peints en trompe-l'œil. La chaire, conçue par l'ingénieur Grosso pour la rotonde, possède un baldaquin en noyer sculpté. Le temple n'a pas de clocher.

## Administration
| Période                                  | Période  | Identité                | Étiquette | Qualité |
| ---------------------------------------- | -------- | ----------------------- | --------- | ------- |
| 14 juin 2004                             | En cours | Andrea Maria Borgarello | civica    |         |
| Les données manquantes sont à compléter. |          |                         |           |         |

### Hameaux
Les lieux suivants ont droit au titre de Frazione : Bocchiardi, Bocchiardoni, Bosi, Case Nuove Pellenchi, Ciaurenchi, Clotti, Cortili, Costabella, Ferrieri, Lussie, Pomeano, Ramate, Ribetti, Ruata, Rue, Sapiatti, Tornini.
Quelques hameaux possèdent des particularités qui attirent la curiosité du touriste ou du voyageur :
- Allieri (en occitan : li Alìe). Ce hameau tire son nom des Sorbiers des oiseleurs que l'on n'y trouve plus aujourd'hui, mais qui sont nombreux alentour.

- Bocchiardi (en occitan : li Bouchart). Ce hameau est divisé en deux groupes de maisons dit en patois « Bouchart 'd sai » et « Bouchart 'd lai ». Il possède une école Beckwith qui est encore utilisée pour tenir les réunions de quartier de l'Église évangélique vaudoise. Ses habitants sont surnommés « la vèsa » (les chiens).

- Bosi (en occitan : li Buas). Ce hameau tire son nom de celui de nombreuses familles de la région « I Beux » que l'on prononce de manières diverses. Il possédait autrefois une école Beckwith.

- I Pellenchi (en occitan : Plenc). Le hameau qui est habité toute l'année possédait une école Beckwith qui est désormais le musée de l'instruction (en italien : « Museo dell'istruzione »). Ses habitants sont surnommés « li plouc » qui est le nom, en patois, de l'involucre de la noisette.

- Pomeano (en occitan : Peûmian). Le nom provient probablement de l'union des mots « peui » (en français : le puy) et de « mian » (en français : un clos). Ce hameau comporte de nombreuses maisons qui ont été presque toutes rénovées. Seules deux familles l'habitent de manière permanente. Parmi les bâtiments anciens, il possède deux grands lavoirs publics, un abreuvoir pour le bétail, une quinzaine de fours à pain, un cimetière, une école Beckwith et une école qui l'avait précédée dite "eicôla vellha" (en français : la vieille école).

- Ruata (en occitan : La Ruâ). Le hameau qui constitue le centre de la partie haute de Pramollo. Siège du temple vaudois et de la maison pastorale qui lui est associée. On y trouve les équipements sportifs de l'association Pro Loco, la salle du théâtre vaudois et un magasin. Elle est dotée d'une placette ombragée par des arbres et d'un vaste parkin. La plupart des maisons, dont certaines sont habitées de manière permanente et dont les autres servent de résidences secondaires, ont quasiment toutes été rénovées. En patois, ses habitants sont surnommés « li pavoun » (en occitan pavon = paon en français).

## Personnalités en lien avec la commune
- Bartolomeo Jahier, capitaine vaudois, est né à Pramollo.

### Communes limitrophes
Perrero, Pomaretto, Inverso Pinasca, San Germano Chisone, Angrogna.